# Ленквиця
Ленквиця (пол. Lękwica) — село в Польщі, у гміні Слупськ Слупського повіту Поморського воєводства.
Населення — 58 осіб (2011).
У 1975-1998 роках село належало до Слупського воєводства.

## Демографія
Демографічна структура станом на 31 березня 2011 року:
|          | Загалом | Допрацездатний вік | Працездатний вік | Постпрацездатний вік |
| -------- | ------- | ------------------ | ---------------- | -------------------- |
| Чоловіки | 31      | 7                  | 22               | 2                    |
| Жінки    | 27      | 7                  | 17               | 3                    |
| Разом    | 58      | 14                 | 39               | 5                    |